# De Verjaring
De Verjaring is een Nederlandse speelfilm (genre psychologisch drama) uit 1980.
Casper de Lange heeft nog dagelijks te maken met verschrikkelijke herinneringen. Zijn eerste vrouw, een joodse, werd door de Duitsers gedeporteerd.
Na de oorlog is hij opnieuw getrouwd met Gerrie. Casper komt aan de weet dat een van de betrokken SS'ers bij de deportatie, een zekere Hünze, een hotel heeft in het zuiden van het land. Na 35 jaar gaat Casper afrekenen met de man die zijn leven tot een hel maakte.

## Regie
- Kees Brusse
- Andrew Wilson

## Acteurs
- Dora van der Groen
- Mary Smithuysen
- Peggy de Landtsheer
- Kees Brusse
- Hans Veerman
- Yda Andrea
- Lydia Billet
- Femke Boersma
- Sien Eggers
- Bernhard Droog
- Gregor Frenkel Frank
- Eric van Ingen
- Guus van der Made
- Sacco van der Made

## Muziek
- ABC Kwintet